# Palisades (Texas)
Palisades es una villa del condado de Randall, Texas, Estados Unidos. Tiene una población estimada, a mediados de 2022, de 281 habitantes.
Si bien mantiene su independencia administrativa, a todos los efectos prácticos es parte de la ciudad de Amarillo.

## Geografía
Está ubicada en las coordenadas 35°3′32″N 101°48′2″O / 35.05889, -101.80056. Según la Oficina del Censo de los Estados Unidos, tiene una superficie total de 1.50 km², de la cual 1.45 km² corresponden a tierra firme y 0.05 km² están cubiertos de agua.

## Demografía

### Censo de 2020
Según el censo de 2020, en ese momento la villa tenía una población de 268 habitantes. La densidad de población era de 184.83 hab./km².
| Raza                   | Núm. | Porc.  |
| ---------------------- | ---- | ------ |
| Blancos                | 224  | 83.6%  |
| Amerindios             | 4    | 1.5%   |
| Asiáticos              | 1    | 0.4%   |
| De otras razas         | 6    | 2.2%   |
| De una mezcla de razas | 33   | 12.3%  |
| Total                  | 268  | 100.0% |

Del total de la población, el 11.6% eran hispanos o latinos de cualquier raza.

### Censo de 2010
Según el censo de 2010, en ese momento había 325 personas residiendo en la zona. La densidad de población era de 216.72 hab./km². El 97.54% de los habitantes eran blancos, el 1.54% eran amerindios, el 0.31% eran de otras razas y el 0.62% eran de una mezcla de razas. Del total de la población, el 6.15% eran hispanos o latinos de cualquier raza.